# Денкташ, Рауф
Рауф Раиф Денкташ (тур. Rauf Raif Denktaş; 27 января 1924, Пафос — 13 января 2012, Северная Никосия) — кипрский политический деятель, первый президент Турецкой Республики Северного Кипра (1983—2005).

## Биография
Родился в г. Пафос в семье судьи. Мать Рауфа умерла вследствие осложнений после очередного аборта, когда мальчику едва исполнилось три месяца (отец умер в 1941 году). В 1930 году отец отправил его на учёбу в Стамбульский лицей. После его окончания (1942 год) работал сначала в английском военном штабе, затем секретарём суда в Фамагусте, затем 1 год учителем начальных классов в той же школе, которую окончил. С 1944 года учился в юридическом колледже Линкольнс-Инн («Lincoln’s Inn»). Там же был принят в одну из масонских лож.
В 1947 году вернулся на родину и занялся частной адвокатской практикой. В 1948 году женился на внучке своего дяди.
- 1948 год — член ассамблеи по выработке принципов самоуправления для Кипра, член комитета по делам турецкого населения.
- 1949—1958 годы — работал прокурором.
- 1956 год — заместитель генерального прокурора Кипра.
- 1957 год — один из основателей Турецкой организации сопротивления (TMT), противостоявшей ЭОКА добивавшимся независимости и присоединения острова к Греции (энозис) и готовившей раздел острова, с 27 октября председатель Федерации турко-кипрских ассоциаций.
- 1960 год — после независимости избран председателем турко-кипрской Палаты представителей — общинного парламента.
- 1963 год — правительство запретило его пребывание на острове за террористическую деятельность, бежал в Турцию (вернулся в 1968-м).
- 1974 год — после про-греческого ультранационалистического военного переворота 15 июля и турецкого военного вторжения дважды (в 1976 и 1981 годах) избирался президентом так называемого «Турецкого федеративного государства Кипр».
- 15 ноября 1983 — 24 апреля 2005 годы — президент самопровозглашённой Турецкой республики Северного Кипра (ТРСК) (избирался в 1985, 1990, 1995 и 2000 годах[5].
- 2004 год — призвал турок-киприотов отвергнуть план генсека ООН Кофи Аннана по объединению острова. На раздельных референдумах греки-киприоты отвергли этот план, тогда как турки-киприоты, вопреки мнению Денкташа, с ним согласились двумя третями голосов.

25 мая 2011 года перенёс инсульт, 13 января 2012 года, находясь в коме, умер от полиорганной недостаточности в клинике Университета Ближнего Востока в Северной Никосии.
Написал около пятидесяти книг на английском и турецком языках. Считался публицистом, не лишённым и литературного дара, ловким, опытным политиком, харизматичным оратором, настойчивым, до упрямства, юристом.
Сын Денкташа Сердар возглавляет Демократическую партию ТСРК.

## Награды
- Государственная медаль Почёта Турецкой Республики[тур.] (6 июля 2005 года)[9]